# Lolywood
Lolywood est un collectif humoristique français créé en 2015 et composé principalement de trois membres fondateurs : Emmanuel Gandon dît Manu, Ugo Marchand et Charles Falque-Pierrotin dît Choopa.

## Histoire

### Débuts universitaires et premières vidéos
Emmanuel Gandon (dit Manu), Ugo Marchand et Charles Falque-Pierrotin (dit Choopa) se rencontrent au début des années 2000 à l’université Paris-Dauphine, où ils étudient tous les trois le marketing. Ils s’initient à la vidéo humoristique au sein de l’association étudiante Channel 9, qui diffuse des contenus réalisés par et pour les étudiants.
En 2012, Manu lance la chaîne YouTube Manu mais pas trop, rapidement rejoint par ses anciens camarades Ugo et Choopa. En 2014, ils créent ensemble la chaîne YouTube Wonderfools, orientée vers une thématique humoristique "adulescente" (relations de couple, quotidien, séduction). Leur ton, leur complicité et leur approche du rire suscitent un intérêt croissant.

### Création de Lolywood et premiers succès
En 2015, ils lancent le programme court "Lolywood" diffusé sur D17, tout en poursuivant la diffusion de leurs vidéos sur YouTube. La chaîne se veut ancrée dans la pop culture et la parodie, avec des références à James Bond, Star Wars ou les zombies.
En juin 2016, leur parodie J'préfère te prévenir, inspirée de la chanson de Francis Cabrel Je l'aime à mourir et centrée sur l'Euro 2016, rencontre un succès viral avec plus de 3 millions de vues en quelques jours,. La vidéo illustre leur style : humour décalé, réécriture musicale, et chute ironique.

### Diffusion télévisée et reconnaissance
En 2017, le trio revient avec 50 nouveaux sketchs inédits diffusés sur NT1 (devenu TFX), ainsi qu'en avant-première sur MyTF1. Ils collaborent également avec d'autres youtubeurs français populaires comme Jérémy Nadeau, Seb  ou encore Pierre Croce.
En 2018, ils participent à une conférence sur la consommation des médias par les générations Y et Z lors du salon de la radio et de la convergence numérique à Saint-Denis (La Réunion). Leur chaîne atteint alors plus de 2 millions d'abonnés et cumule plus de 400 millions de vues.

### Lolywood Nightsur TMC
Le 15 septembre 2020, Lolywood fait ses débuts en prime-time à la télévision avec l'émission spéciale Lolywood Night, diffusée sur TMC. Il s'agit d'un moyen métrage humoristique de 25 minutes mêlant sketches et narration, dans lequel le trio tente de retrouver Scarlett Johansson à Paris afin de l’intégrer dans leur groupe. L'émission rassemble de nombreux invités tels que Pascal Légitimus, Fred Testot, Élie Semoun, Lola Dubini ou encore Valérie Damidot.
Un second prime est diffusé en mars 2022, dans une formule mêlant sketchs, parodies d’émissions télévisées et pastiches de séries ou de publicités. Cette édition réunit de nombreux invités parmi lesquels Denis Brogniart, Camille Combal, Chris Marques, Pascal Légitimus,  Fred Testot ou encore Keen’V.

## Autres activités
Le collectif publié un livre humoristique intitulé La Bible de l'Homme. Ils participent également à des conférences et événements liés aux médias numériques et à la création de contenu web.